# Конрад I (герцог Швабії)
Конрад I (нім. Konrad I.; 915/920 — 20 серпня 997) — герцог Швабії і Ельзасу в 983—997 роках. Його також ототожнюють з Куно фон Енінгеном.

## Життєпис
Походив з династії Конрадінів. Значна частина дослідників вважає його сином графа Удо I фон дер Веттерау. Матір'ю можливо була донька Герберта I, графа Верманду або Ютта фон Енінген. Народився між 915 та 920 роками. Був одружений з онукою імператора Оттона I, що сприяло зміцненню зв'язків з Саксонською династією. Брав участь у придушеннях заколотів в Німеччині, походах до Данії і Франції.
982 року після того, як несподівано помер Оттон I, герцог Швабії та Баварії, імператор Оттон II призначив герцогом Швабії Конрада. Призначення було оголошено на гофтазі в Вероні у травні 983 року. Крім Швабії до складу володінь Конрада входив і Ельзас — в 988 році він згадується з титулом «герцог Швабії і Ельзасу» (лат. Dux Alemannorum et Alsatiorum). Своєю резиденцією обрав Страсбург.
Зберігав вірність новому імператорові Оттону III. 987 року став графом в Уфгау, 994 року — в Ортенау. Помер 997 року. Йому спадкував син Герман II.

## Родина
Дружина — Реглінда (Ріхільда), донька Людольфа, герцога Швабії.
Діти:
- Еберт, граф Штаде
- Луітпольд
- Герман (д/н—1003), герцог Швабії
- Іда, дружина Рудольфа II, графа Альдорфу
- Адель
- Ютта, дружина: 1) невідомого графа Райнфельдену; 2) Адальберта II, графа Меца
- Кунігунда (д/н—1020), дружина Фрідріха I, графа Діссена